# Salomon Stricker
Salomon Stricker (Vágújhely, 1834. január 1. – Bécs, 1898. április 2.) osztrák orvosdoktor.

## Életútja
Gimnáziumi tanulmányait a pesti református gimnáziumban, részben a bécsi Theresianumban, az orvosiakat szintén Bécsben végezte és ugyanott 1858-ban orvosdoktorrá avatták. Azután különböző klinikákon működött, mint asszisztens. 1862-ben azonban lemondott a gyakorlatról és az embriológia magántanára lett az egyetemen, ahol Brücke és Oppolzer tanárok mellett működött. 1868-ban rendkívüli tanára lett a kísérleti patológiának és az akkor létesült patológiai intézet igazgatójává is Strickert nevezték ki. 1873. március 1-jén az általános és kísérleti kórtan rendes nyilvános tanára lett a bécsi egyetemen; egyszersmind az egyetemi kórházak főnökévé neveztetett ki. A Császári Tudományos Akadémia 1875. június 25-én levelező tagjává választotta. Stricker merész újító volt a kórtan tudományában, ahol régebbi teóriákat kutatásaival halomra megdöntött, tudományos értekezéseket irt. Egyetemi tanári működésének 25 éves fordulója alkalmából tisztelői és tanítványai kiadták addig irott tanulmányainak jegyzékét 25 Jahre experimenteller Pathologie c. alatt.
Számos cikket írt a bécsi Akadémia kiadványaiba és az orvosi szakfolyóiratokba.

## Munkái
- Untersuchungen über die Papillen in der Mundhöhle der Froschlarven (1857)
- Studien (1869)
- Handbuch der Lehre von den Geweben des Menschen und der Tiere (1871-73)
- Vorlesungen über allgemeine und experimentelle Pathologie. Wien, 1877-83. Három kötet.
- Studien über das Bewusstsein. Uo. 1879.
- Studien über die Sprachvorstellungen. Uo. 1880.
- Über die Bewegungsvorstellungen (1882)
- Studien über die Association der Vorsfellungen (1883)
- Physiologie des Rechts (1884)
- Allgemeine Pathologie der Infectionskranklieiten (1886)
- Die Behandlung der Nervenkrankheiten. Stuttgart, 1891.

Kiadta: a Handbuch der Gewebelehre-t 1869-72. Lipcsében és szerkesztette a Medicin. Jahrbücher der k. k. Gesellschaft der Aerzte c. folyóiratot, 1871-80.